# Junglenachtzwaluw
De junglenachtzwaluw (Caprimulgus indicus) is een vogel uit de familie van de nachtzwaluwen (Caprimulgidae).

## Beschrijving
Deze nachtzwaluw is 28 cm lang. Deze nachtzwaluw lijkt op de Horsfields nachtzwaluw maar is meer grijs gekleurd en heeft geen kastanjebruine kraag. De soort is opgesplitst in twee soorten. De grijze nachtzwaluw (C. jotaka) die voorkomt in een groot gebied dat reikt tot Japan en de Indische Archipel, werd vroeger als ondersoort beschouwd van de junglenachtzwaluw.

## Verspreiding en leefgebied
De broedgebieden van de junglenachtzwaluw liggen halfopen landschappen met struikgewas en wat bos of aanplantingen. Deze soort (Caprimulgus indicus sensu stricto) komt alleen voor in het zuiden van India en op Sri Lanka en telt 2 ondersoorten:
- C. i. indicus: centraal en zuidelijk India.
- C. i. kelaarti: Sri Lanka.

## Status
BirdLife International en de IUCN beschouwen de junglenachtzwaluw en de grijze nachtzwaluw nog als één soort. Deze soort heeft een enorm groot verspreidingsgebied en daardoor is de kans op uitsterven gering. De grootte van de populatie is niet gekwantificeerd. Er is geen aanleiding te veronderstellen dat de soort in aantal achteruit gaat. Om deze redenen staat deze soorten nachtzwaluw als niet bedreigd op de Rode Lijst van de IUCN.

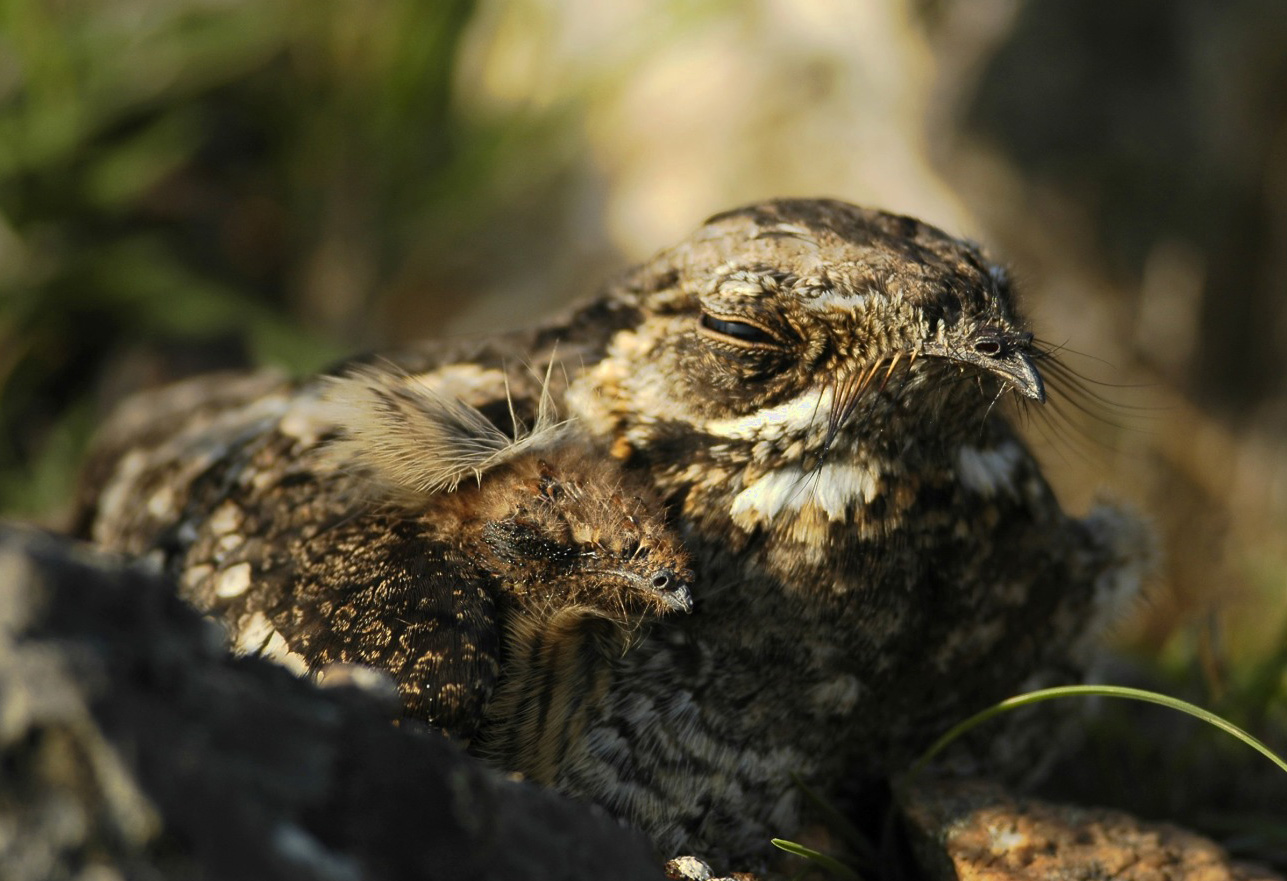
Indische nachtzwaluw met jong
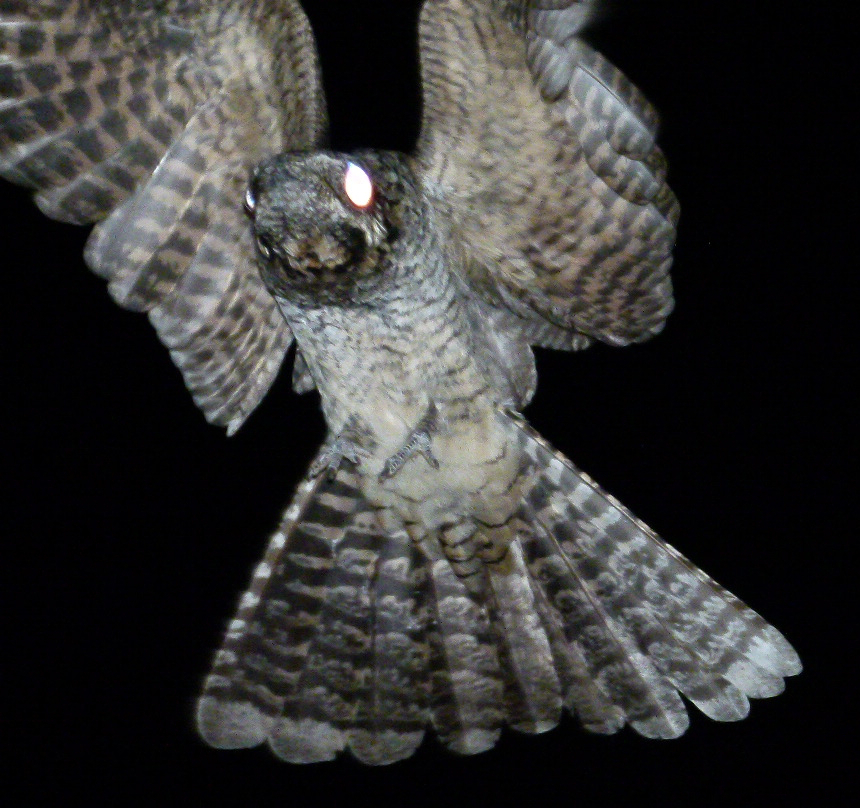